# 이인종 (태권도 선수)
이인종(李仁鍾, 1982년 8월 2일 ~ )은 대한민국의 은퇴한 태권도 선수이다. 세계 태권도 선수권 대회에서 3회 준우승을 차지했으며, 2012년 하계 올림픽에 대한민국 국가대표로 참가했으나 동메달 결정전에서 패하여 5위를 기록했다.